# Tectonatica pusilla
Tectonatica pusilla är en snäckart som först beskrevs av Thomas Say 1822.  Tectonatica pusilla ingår i släktet Tectonatica och familjen borrsnäckor. Inga underarter finns listade i Catalogue of Life.